# Земля Крокера

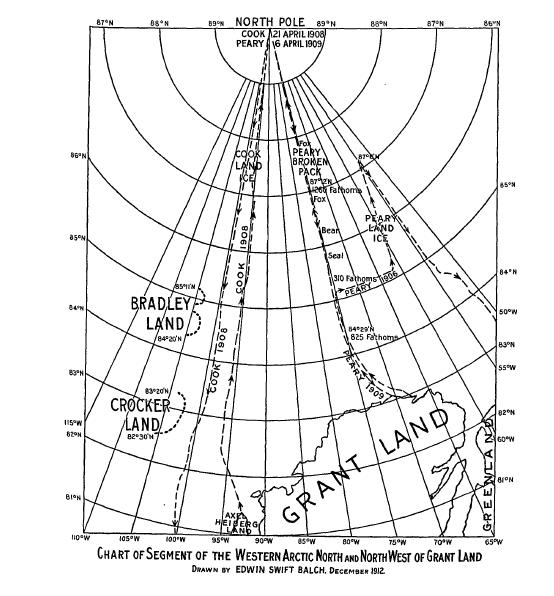
Передбачуване розташування Землі Крокера і Землі Бредлі

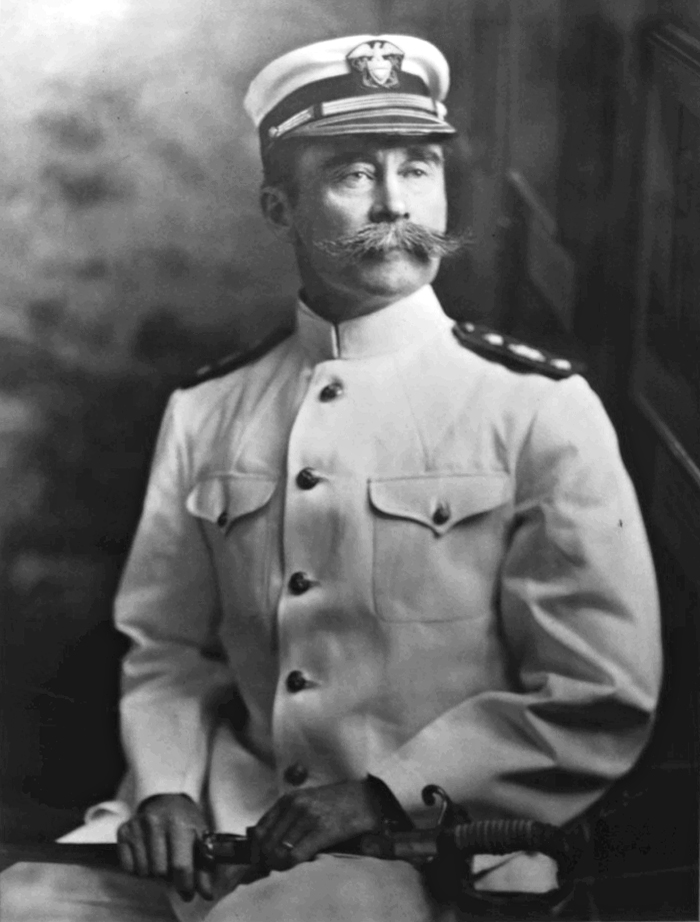
Роберт Пірі

Земля́ Кро́кера — фантомний острів в Північному Льодовитому океані, розташована на північний захід від краю мису Томаса Габбарда. Назву було запропоновано Робертом Пірі під час експедиції 1906 р. За оцінкою Пірі, земля розташовувалася за 130 миль від нього в області 83° N, 100° W. Пірі назвав її на честь покійного члена Арктичного клубу Пірі Джорджа Крокера.
Зараз відомо, що ніякої землі в тій області немає. Радше за все, Пірі бачив міраж.
Пошуки землі Крокера намагався здійснити Дональд Бакстер Макміллан у 1913 р. Експедиція була одним великим лихом і зазнала провалу. Капітан одного з кораблів напився і посадив корабель на мілину. Провідник експедиції, інуїт за національністю, був свідомо застрелений одним з учасників за нез'ясованих обставин. Експедиція стала у скрутному становищі і чекала допомоги впродовж чотирьох років.
Теорія про існування Землі Крокера остаточно спростована Арктичною експедицією Мак-Грегора в 1937-38 роках.
Попри те, що відсутність землі Крокера надійно доведено за допомогою аерофотозйомки, деякі псевдонаукові організації досі спекулюють на цій назві.